# تالدیق (شهرستان قره‌سو)
تالدیق (به لاتین: Taldyk) یک منطقهٔ مسکونی در قرقیزستان است که در شهرستان قره‌سو (قرقیزستان) واقع شده‌است. تالدیق ۱٬۴۵۶ نفر جمعیت دارد و ۲٬۰۷۹ متر بالاتر از سطح دریا واقع شده‌است.